# Distrito electoral local 1 de la Ciudad de México
El I Distrito Electoral Local de Ciudad de México es uno de los 33 distritos electorales Locales en los que se encuentra dividido el territorio de Ciudad de México. Su cabecera es la Alcaldía Gustavo A. Madero.
Está formado por el extremo norte de la Alcaldía Gustavo A. Madero.
Al norte con el municipio de Coacalco, Estado de México; al sur con el distrito II que se ubica en la Alcaldía Gustavo A. Madero; al este con los municipios de Ecatepec de Morelos y Tlalnepantla, Estado de México; y al oeste con los municipios de Tlalnepantla y Tultitlán, Estado de México. 

## Diputados locales por el distrito

### Asamblea de Representantes del Distrito Federal (1988 - 1997)
| Representante             | Grupo parlamentario | Asamblea | Periodo     |
| ------------------------- | ------------------- | -------- | ----------- |
| Manuel Castro y del Valle |                     | I        | 1988 - 1991 |
| Carolina O’Farril Tapia   |                     | II       | 1991 - 1994 |
| Marta De la Lama          |                     | III      | 1994 - 1997 |

### Asamblea Legislativa del Distrito Federal (1997 - 2018)
| Diputado                                | Grupo parlamentario | Legislatura | Periodo     |
| --------------------------------------- | ------------------- | ----------- | ----------- |
| Roberto Rico Ramírez                    |                     | I           | 1997 - 2000 |
| Marcos Morales Torres                   |                     | II          | 2000 - 2003 |
| Andrés Lozano Lozano                    |                     | III         | 2003 - 2006 |
| Ramón Jiménez López                     |                     | IV          | 2006 - 2009 |
| Valentina Valia Batres Guadarrama       |                     | V           | 2009 - 2012 |
| José Alberto Martínez Urincho           |                     | VI          | 2012 - 2015 |
| Nora del Carmen Bárbara Arias Contreras |                     | VII         | 2015 - 2018 |

### Congreso de la Ciudad de México (desde 2018)
| Diputado                 | Grupo parlamentario | Legislatura | Periodo |
| ------------------------ | ------------------- | ----------- | ------- |
| Alberto Martínez Urincho |                     | I II III    | 2018 -  |

## Resultados electorales

### 2021
|  | 53.9048 % |

|  | 14.3898 % |

|  | 8.8177 % |

|  | 2.7352 % |

|  | 1.5930 % |

|  | 4.7008 % |

|  | 1.3084 % |

|  | 1.3202 % |

|  | 3.1136 % |

|  | 0.1519 % |

|  | 4.0781 % |

|  | 100.00 % |

### 2009
|  | 10.25 % |

|  | 12.71 % |

|  | 41.05 % |

|  | 7.99 % |

|  | 10.27 % |

|  | 3.99 % |

|  | 3.33 % |

|  | 1.29 % |

|  | 9.11 % |

|  | 100.00 % |

### 2006
|  | 14.86 % |

|  | 9.68 % |

|  | 63.80 % |

|  | 6.45 % |

|  | 3.13 % |

|  | 2.07 % |

|  | 100.00 % |

### 2003
|  | 16.79 % |

|  | 20.62 % |

|  | 52.96 % |

|  | 1.69 % |

|  | 0.90 % |

|  | 0.37 % |

|  | 0.31 % |

|  | 1.29 % |

|  | 0.41 % |

|  | 0.40 % |

|  | 0.98 % |

|  | 3.28 % |

|  | 100.00 % |

### 2000
|  | 32.4 % |

|  | 22.1 % |

|  | 38.3 % |

|  | 1.1 % |

|  | 3.2 % |

|  | 1.1 % |

|  | 1.9 % |

|  | 100.00 % |

### 1997
|  | 13.83 % |

|  | 22.27 % |

|  | 44.63 % |

|  | 2.71 % |

|  | 3.76 % |

|  | 8.49 % |

|  | 0.45 % |

|  | 0.66 % |

|  | 3.17 % |

|  | 100.00 % |